# Andrés Ibáñez Segura
Andrés Ibáñez Segura (Madrid, 1961) és un escriptor, crític literari i articulista espanyol.

## Biografia
Llicenciat en Filologia Espanyola per la Universitat Autònoma de Madrid. Va residir a Nova York, on va escriure diverses obres de teatre en anglès, dues de les quals (Nympho Lake i Ophelia) es van representar en el circuit off off Broadway de teatre. Gran aficionat a la música, exerceix la crítica de concerts de música clàssica en el diari ABC, en el suplement cultural del qual també manté una columna setmanal. Ha estat pianista de jazz durant molts anys. Treballa com a professor d'espanyol a l'Escola Oficial d'Idiomes de Madrid.

## Carrera literària
L'any 1995 va publicar la seva primera novel·la, La música del mundo, que va obtenir el Premi Ojo Crítico de Radio Nacional i va ser rebuda amb grans lloances pels principals crítics espanyols. Posteriorment ha publicat diverses novel·les més: El mundo en la Era de Varick (1999), La sombra del pájaro lira (2003), El parque prohibido (2005), la seva primera incursió en la literatura juvenil. i Memorias de un hombre de madera (2009, IV Premi Tristana de novel·la fantàstica). La seva novel·la Brilla, mar del Edén va ser guardonada l'any 2014 amb el Premi de la Crítica.
A més de la novel·la, Ibáñez ha conreat també altres gèneres. En 1994, el seu relat "No esperes" va ser recollit en l'antologia Páginas amarillas. El seu llibre de relats  El perfume del cardamomo va obtenir el premi NH de relats inèdits, i ha estat publicat per l'Editorial Impedimenta, en 2008. El seu llibre de poesia El bulevar del crimen va ser accèssit del Premi Rafael Morales. És també un destacat articulista, col·laborador habitual de Revista de Libros i del suplement cultural del diari madrileny ABC, on publica una columna titulada Comunicados de la tortuga celeste.

## Obres

### Novel·les
- La música del mundo. Barcelona: Seix Barral, 1995. ISBN 84-322-4743-X
- El mundo en la Era de Varick. Madrid: Siruela, 1999. ISBN 84-7844-470-X
- La sombra del pájaro lira. Barcelona: Seix Barral, 2003. ISBN 84-322-1151-6
- El parque prohibido. Barcelona: Montena, 2005. ISBN 84-8441-254-7
- Memorias de un hombre de madera. Palència: Menoscuarto, 2009. ISBN 978-84-96675-31-5
- La lluvia de los inocentes. Barcelona: Galàxia Gutenberg, 2012.  ISBN 978-84-8109-967-6
- Brilla, mar del Edén. Barcelona: Galàxia Gutenberg, 2014. ISBN 978-8415863786[8]

### Contes
- El perfume del cardamomo. Madrid: Impedimenta, 2008. ISBN 978-84-935927-4-5

### Poesia
- El bulevar del crimen. Talavera de la Reina, 1994. ISBN 84-88439-16-4

### Antologies
- Mar de pirañas. Nuevas voces del microrrelato español. Edició de Fernando Valls. Palència: Menoscuarto, 2012, ISBN 978-84-96675-89-6.